# Air Madrid
Air Madrid était une compagnie aérienne espagnole basée à Madrid. Elle assure des vols à destination de l'Amérique centrale et de l'Amérique du Sud ainsi qu'en Europe.

## Histoire
La compagnie aérienne a été créée en 2003 et débutait ses opérations en juin 2004 avec l'arrivée de deux Airbus A330-200. Elle fut détenue entre autres par Celuisma (20 %), Groupe Hotusa (20 %), Herpil (12,5 %), Catalonia Hoteles (10 %), Quo Viajes (10 %), Viajes Eroski (10 %).
Plus tard, elle fut rachetée par une société du groupe de Jose Luis Carillo, ancien barman ayant fait fortune dans l'hôtellerie, atteignant une flotte tout de neuf Airbus : 2 A320, 1 A310, 5 A330, 1 A340.
Le 14 décembre 2006, les opérations de la compagnie sont suspendues à la suite d'incidents techniques à répétition engendrant chroniquement de gros retards (plus de 24 heures).
Le certificat de transporteur aérien est retiré le 16 décembre 2006.
La compagnie a déposé le bilan le 22 décembre 2006. Environ 120 000 passagers, possesseurs de billets de transport, sont en attente de remboursement. Environ 1 200 salariés en attente de tout ou partie de leurs salaires depuis début décembre.
Le 10 janvier 2007, le ministère espagnol des Transports annonce la reprise d'Air Madrid par la compagnie charter allemande LTU pour les lignes transatlantique. Information démentie par LTU dans un communiqué de presse en date du 17 janvier : « After final negotiations between representatives of LTU, co-investors and responsible authorities today, LTU will not found a new Spanish Airline in order to take over the South America routes of Air Madrid. » Depuis, une autre compagnie aérienne espagnole Air Comet a signé un accord avec le Ministère pour que lui soient transférées les lignes d'Air Madrid, en échange de son engagement d'embaucher une bonne moitié des anciens employés et d'accepter les coupons de vols émis par Air Madrid, mais avec une surcharge de 200 € par tronçon.

## Flotte
- 1 Airbus A310-300 (stocké)
- 2 Airbus A319-100 (stocké)
- 3 Airbus A330-200 (stocké)
- 2 Airbus A330-300 (stocké)
- 1 Airbus A340-300 (stocké)

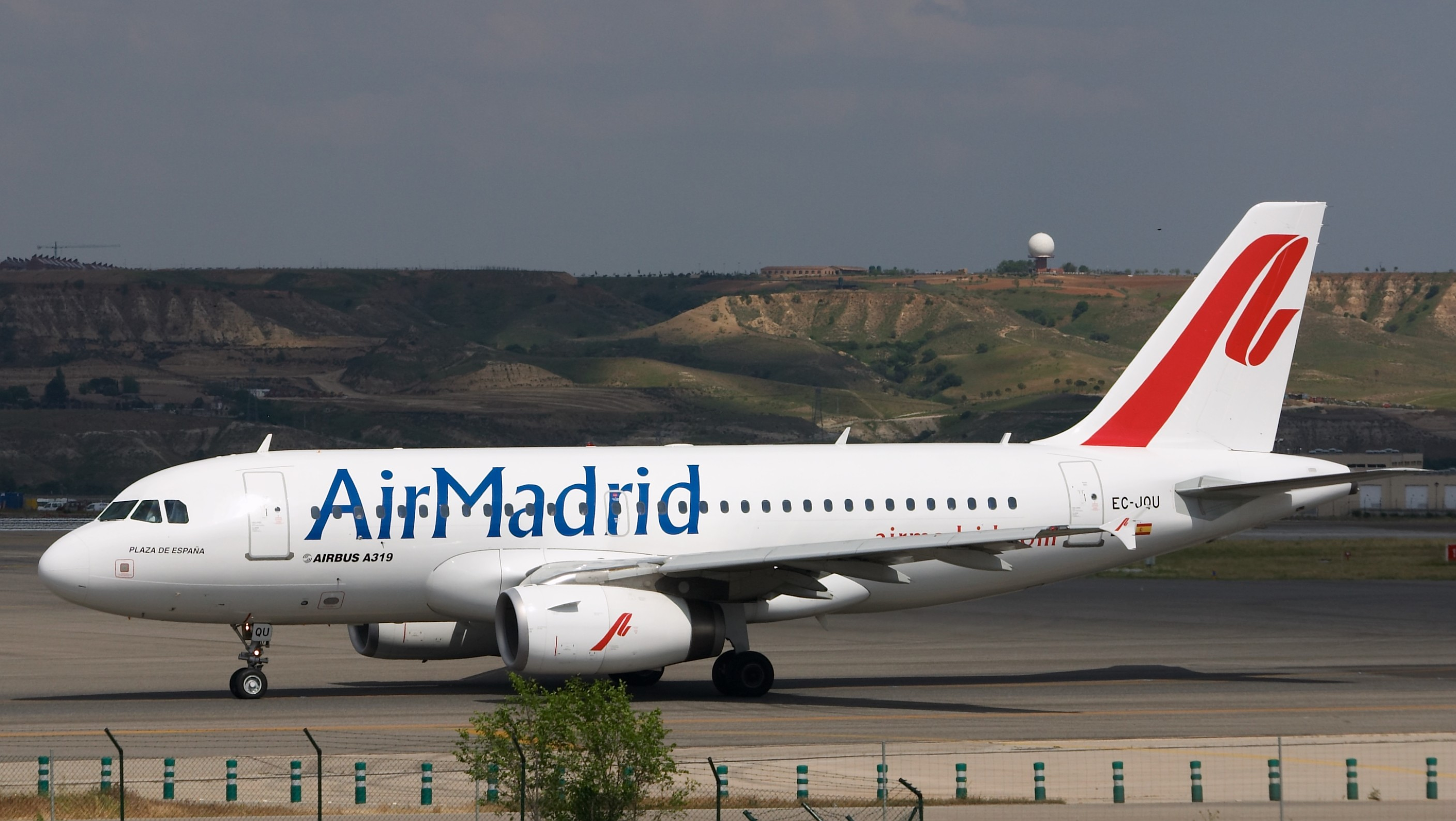
Airbus A319-132 de Air Madrid

- 1 Airbus A340-300 en prévision d'entrée en flotte (1er janvier 2007) (stocké à CDG, puis reloué à IBERIA par ILFC)